# Зіяд Жазірі
Зіяд Жазірі (араб. زياد الجزيري, *нар. 12 липня 1978, м. Туніс) — колишній туніський футболіст, що грав на позиції нападника.

## Клубна кар'єра
У дорослому футболі дебютував 1999 року виступами за команду клубу «Етюаль дю Сахель», в якій провів три сезони.
Своєю грою за цю команду привернув увагу представників тренерського штабу клубу «Ґазіантепспор», до складу якого приєднався 2003 року. Відіграв за турецьку команду наступні два сезони своєї ігрової кар'єри. Більшість часу, проведеного у складі «Газіантепспора», був основним гравцем атакувальної ланки команди. В новому клубі був серед найкращих голеодорів, відзначаючись забитим голом в середньому щонайменше у кожній третій грі чемпіонату.
У 2005 році уклав контракт з клубом «Труа», у складі якого провів наступні два роки своєї кар'єри гравця. Граючи у складі «Труа» також здебільшого виходив на поле в основному складі команди.
Завершив професійну ігрову кар'єру у клубі «Аль-Кувейт», за команду якого виступав протягом 2007–2008 років.

## Виступи за збірну
У 1999 році дебютував в офіційних матчах у складі національної збірної Тунісу. Протягом кар'єри у національній команді, яка тривала 10 років, провів у формі головної команди країни 64 матчі, забивши 14 голів.
У складі збірної був учасником Кубка африканських націй 2000 року у Гані та Нігерії, чемпіонату світу 2002 року в Японії і Південній Кореї, Кубка африканських націй 2004 року у Тунісі, здобувши того року титул континентального чемпіона, розіграшу Кубка Конфедерацій 2005 року у Німеччині, чемпіонату світу 2006 року у Німеччині, Кубка африканських націй 2006 року в Єгипті.

## Титули і досягнення
- Чемпіонат Кувейту: 2007-08
- Володар Кубка наслідного принца Кувейту: 2008

Збірні
- Переможець Кубка африканських націй: 2004